# Lorenzo Brancati di Lauria
Lorenzo Brancati di Lauria OFMConv, właśc. Giovanni Francesco Brancati di Lauria (ur. 10 kwietnia 1612 w Laurii, zm. 30 listopada 1693 w Rzymie) – włoski kardynał.

## Życiorys
Urodził się 10 kwietnia 1612 roku w Laurii, jako syn Marcella Brancatiego i Dorotei Serubbi, otrzymując imiona: Giovanni Francesco. Wbrew woli rodziców wstąpił do stanu kościelnego i w 1628 roku przyjął tonsurę. Rok później poważnie zachorował i złożył przysięgę, że w przypadku wyzdrowienia, wstąpi do zakonu franciszkanów konwentualnych. Niedługo potem stan jego zdrowia się poprawił i, chcąc dotrzymać obietnicy, postanowił wstąpić do klasztoru w Nola, jednakże uniemożliwił mu to gubernatorski zakaz udzielania święceń we wszystkich zgromadzeniach. Brancati powrócił wówczas do domu ojca, gdzie przeszedł kryzys wiary, chcąc zrezygnować z życia duchownego. Wiosną 1630 roku ostatecznie powrócił do zakonu i w Lecce rozpoczął nowicjat, a rok później złożył śluby wieczyste i zmienił imię na Lorenzo. Studiował między innymi logikę, fizykę, filozofię, teologię i scholastykę. 17 maja 1636 roku przyjął święcenia prezbiteratu. W 1637 roku uzyskał doktorat w Collegio di San Bonaventura i rozpoczął pracę akademicką. Wykładał m.in. w Neapolu, Florencji, Ferrarze, Bolonii, a w 1654 roku został profesorem na La Sapienzy. Doradzał papieżowi Aleksandrowi VII w opracowaniu bulli o Niepokalanym Poczęciu. 1 września 1681 roku został kreowany kardynałem prezbiterem i otrzymał kościół tytularny S. Augustini. Niespełna trzy tygodnie później został mianowany Bibliotekarzem Kościoła Rzymskiego. W grudniu tego samego roku powołano go do składu komisji mającej osądzić kwietystę Miguela de Molinosa. W styczniu 1693 roku został kamerlingiem Kolegium Kardynałów i pełnił ten urząd do śmierci, która nastąpiła 30 listopada w Rzymie.